# Cians
Il Cians (in occitano Chans, in italiano Cianino) è un affluente di sinistra del Var. La sua lunghezza è di km 25.
I toponimi Cians e Cagne indicano un'isoglossa occitana che attraversa il dipartimento delle Alpi Marittime.